# Joaquim Lobo de Macêdo
Joaquim Lôbo de Macêdo (Lavras da Mangabeira, 20 de maio de 1937 -- Fortaleza, 29 de janeiro de 1991), também conhecido como Joaryvar Macêdo, foi um professor,  historiador, genealogista e escritor brasileiro,   membro da Academia Cearense de Letras.

## Biografia
Filho de Antônio Lobo de Macêdo e Maria Torquato Gonçalves de Macêdo, Joaquim nasceu no sitio Calabaço, em Lavras da Mangabeira no Ceará. Casou-se com Antônia Saraiva de Macêdo com quem teve duas filhas: Jessen Violene de Macêdo e Karen Iracles de Macêdo e quatro netas Ana Macêdo Santos, Clara Macêdo Santos, Karine Macêdo Matos e Anike Macedo Matos.
Foi aluno do seminário Diocesano do Crato e do Arquidiocesano de Fortaleza. Cursou Teologia nos Seminários de Olinda/PB e Recife/PE. Em 1965 ingressou na Faculdade de Filosofia do Crato, atual URCA. Pós-Graduou-se em Metodologia do Ensino Superior pela Universidade Católica de Salvador.
Lecionou em Juazeiro do Norte, no Ginásio Municipal Antônio Xavier de Oliveira, sob a direção da mestra Maria Assunção Gonçalves, também escritora e pintora de grande destaque. Durante sua estadia naquele estabelecimento, o mestre Joaryvar Macedo (como gostava de ser chamado) recebeu diversas críticas elogiosas da imprensa caririense e de entidades vinculadas à educação do Estado do Ceará, pela aplicação de uma nova metodologia voltada para o ensino da Língua Portuguesa no curso ginasial. Seu talento como docente deixou marcas indeléveis numa leva de alunos que tiveram o orgulho de tê-lo como mestre. Lecionou ainda na Faculdade de Filosofia do Crato e na Universidade Regional do Cariri. Fundou e dirigiu por mais de dez anos, o Instituto Cultural do Vale Caririense. Dedicou-se ao estudo da formação ética, histórica e cultural da Região do Cariri.
Transferiu-se para Fortaleza em 1983 onde assumiu o cargo de Assessor Especial do Presidente do Conselho de Educação do Ceará. Foi Secretário de Cultura e Desporto do Estado do Ceará no período de 1983 a 1987, e presidiu o Conselho Estadual de Cultura. Integrou o Conselho Estadual de Educação.
Pertenceu a diversas instituições como a Academia Cearense de Letras, ao Instituto Cultural do Cariri, Instituto do Ceará, Instituto Genealógico Brasileiro, Instituto Cultural do Vale Caririense, a Academia de Letras e Artes do Nordeste, Academia Internacional de Letra 3 Fronteiras, Academia Internacional de Ciências Humanísticas, Academia Castro Alves de Letras (Bahia) e Instituto Histórico e Geográfico Paraibano.

## Obras
Publicou as seguintes obras:
- Caderno de Loucuras - Versos, Empresa Gráfica Ltda, Crato - CE, (1965).
- Discurso de Orador oficial da Turma de 1968, Faculdade de Filosofia de Crato - CE, (1968).
- Apresentação de Fagundes Varela, Faculdade de Filosofia de Crato - CE, (1971).
- Os Augustos, Imprensa Universitária da universidade Federal do Ceará, Fortaleza - CE, (1971).[5]
- Otacílio Macedo, Tipografia e Papelaria do Cariri, Crato - CE, (1972).
- Um Bravo Caririense, Empresa Gráfica Ltda, Crato - CE, (1974).
- O Poeta Lobo Manso, Instituto Cultural do Vale Caririrense, Juazeiro do Norte - CE, (1975).
- Templos, Engenhos, Fazendas, Sítios e Lugares, (1975).
- A Estirpe da Santa Teresa: Subsídios para a genealogia dos Terésios, Imprensa Universitária da UFC, Fortaleza - CE, (1976).
- Pedro Bandeira, Príncipe dos Poetas Populares, (1976).
- Fagundes Varela e Outros Rabiscos, Crato - CE, Empresa Gráfica Ltda, (1978).
- Influência de Portugal na Formação Étnica e Social do Cariri, (1978).
- Origens de Juazeiro do Norte, (1978).
- Presença Inconcursa de Norte-Rio-Grandenses na Colonização do Cariri, (1979).
- Composições Poéticas de Hermes Carleial, Editora Juazeiro do Norte, (1979).
- O Contingente Paraibano na Colonização do Cariri, (1980).
- Autores Caririenses, (1981).
- Lavras da Mangabeira – dos Primórdios a Vila, (1981).
- Alencar Peixoto, Um Clássico, (1981).
- Pernambuco nas Origens do Cariri, (1981).
- Orações Acadêmicas, (1983).
- São Vicente das Lavras, Fortaleza, Secretaria de Cultura e Desporto, 1984
- O Talento Poético de Alencar e Outros Estudos, Secretaria de Cultura e Desporto, Fortaleza,1984.
- Um Vernaculista e um Poeta, (1985)
- Povoamento e Povoadores do Cariri Cearense, IOCE, Fortaleza, (1985).
- Discursos Acadêmicos, (1986).
- Lavras da Mangabeira, (1986).
- Temas Históricos Regionais, (1986).
- Ocorrências e Personagens, (1987).
- Antônio Lobo de Macedo - O Homem e o Poeta, Stylus Comunicação, Fortaleza, (1988).
- Império do Bacamarte, Imprensa Universitária da Uni/versidade Federal do Ceará, Fortaleza, (1990).[6]
- Ensaios e Perfis, (postmortem, 2001).
- Na Esfera das Letras, Edições Secult, Fortaleza, (postmortem,2010).

## Homenagens
- Agraciado com a medalha José de Alencar do Governo do Estado do Ceará.
- Uma escola em Juazeiro do Norte, foi nomeada em homenagem ao escritor.[7]
- Patrono da cadeira nº5 da Academia Lavrense de Letras.
- Patrono de uma cadeira na Academia de Ciências Sociais do Ceará.
- Patrono de uma cadeira na Academia Brasileira de Letras e Artes do Cangaço.